# Grönland hívójelkörzetei
Grönland jelenleg (2024) nincs felosztva hívójelkörzetekre.
Grönland jelenleg (2024) Dánia közigazgatása alá tartozik, így önálló hívójelprefixszel sem rendelkezik. Grönland számára Dánia jelölt ki hívójelprefixet a saját hívójelprefix-tartományából.
Grönlandon jelenleg (2024) az OX hívójelprefix használatos.
| prefix | Terület                                                                   | ITU-zóna | CQ-zóna |
| ------ | ------------------------------------------------------------------------- | -------- | ------- |
| OX     | Grönland                                                                  | 5, 75    | 40      |
| XP1    | Grönland ( Egyesült Államok katonai személyzete részére, (kivezetve, OX)) | 5        | 40      |
| KG1    | Grönland ( Egyesült Államok katonai személyzete részére, (kivezetve, OX)) | 75       | 40      |